# 125街車站 (IRT萊辛頓大道線)
125街車站（英語：125th Street station）是一個快車地鐵站，設有兩個島式月台和四條軌道。此站是紐約地鐵IRT萊辛頓大道線在曼哈頓最北端的車站。位於東哈萊姆萊辛頓大道和東125街（又稱小馬丁·路德·金博士林蔭路）交界，設有4號線（任何時候停站）、5號線（任何時候停站（深夜除外））、6號線（任何時候停站）列車服務，而繁忙時段的尖峰方向還有開行<6>列車。
紐約地鐵第二大道線的北延計劃將設有一個車站與此站和大都會北方鐵路的哈萊姆-125街車站連結，該站位於此站西面一個街區。

## 車站結構
| G  | 街道                  | 出入口 |
| B1 | 夾層                  | 閘機、車站詢問處 升降機位於125街及萊辛頓大道東北角                                                                                    |
| B2 | 北行快速              | 往伍德羅恩（149街-大廣場（黃昏繁忙時段）/138街-大廣場（其餘時間）） · 往代里大道（黃昏繁忙時間）/涅雷大道（其餘時間）（138街-大廣場） |
| B2 | 島式月台，左/右側開門 | |
| B2 | 北行                  | 往佩勒姆灣公園（ 往帕克徹斯特（黃昏尖峰時段））（第三大道-138街） · 深夜時往伍德羅恩（138街-大廣場）                                  |
| B3 | 南行                  | 往布魯克林橋-市政府（116街） |
| B3 | 島式月台，左/右側開門 | |
| B3 | 南行快速              | 往皇冠高地-猶提卡大道（86街） · 深夜時往新地段大道（116街） · 平日往夫拉特布殊大道-布魯克林學院、週末往滾球綠地（86街）               |

此站設計相當特殊，是一個設有島式月台的雙層車站，但不以標準的上層慢速下層快速的配置。此站配置是上層服務北行（上城）列車而下層服務南行（下城）列車。因此，各層的慢車是右側開門而快車是左側開門。車站以北跨過哈萊姆河以後，路線分支為IRT傑羅姆大道線（往北）和IRT佩勒姆線（往東）。在下層月台，各軌道從一線途經車站以南一條行車天橋以容許分流列車到慢車或快車軌道。縱貫車站歷史，此站作為IRT傑羅姆大道線和白原路線的快車以及IRT佩勒姆線的慢車最北端的轉乘站，是路線最重要的車站之一。

## 外部連結
- nycsubway.org—IRT East Side Line: 125th Street
- nycsubway.org — Polyrhythmics of Consciousness and Light Artwork by Valerie Maynard (2002)（页面存档备份，存于）
- nycsubway.org — Open Secret Artwork by Houston Conwill (1986)（页面存档备份，存于）
- Station Reporter — 4 Train
- Station Reporter — 5 Train
- Station Reporter — 6 Train
- MTA's Arts For Transit — 125th Street (IRT Lexington Avenue Line)
- 125th Street entrance from Google Maps Street View（页面存档备份，存于）
- Upper level from Google Maps Street View （页面存档备份，存于）
- Lower level from Google Maps Street View （页面存档备份，存于）